# Smethwick Galton Bridge
Smethwick Galton Bridge (ang: Smethwick Galton Bridge railway station) – stacja kolejowa w Smethwick, w hrabstwie West Midlands, w Anglii, w Wielkiej Brytanii. 
Stacja znajduje się w miejscu, gdzie dwie linie krzyżują się na różnych poziomach: linia z Birmingham Snow Hill do Stourbridge Junction przecina Stour Valley Line za pomocą wiaduktu. Istnieją cztery perony, dwa na każdej linii. London Midland jest zarządcą stacji i wykonuje większość swoich usług, razem z innymi przewoźnikami Chiltern Railways i Arriva Trains Wales.
Obecny dworzec, nazwany od sąsiedniego Galton Bridge, otwarto w 1995 roku, gdy linia z Birmingham Snow Hill ponownie została otwarta, zastępując pobliską stację Smethwick West. W 2005/6, 481 000 osób skorzystało ze stacji Smethwick Galton Bridge, co czyni ją najbardziej ruchliwą stacją w Smethwick.